# Élections partielles québécoises de 2016
Les élections partielles québécoises de 2016 se déroulent dans 5 circonscriptions à deux dates différentes. Aucune n'a changé les équilibres de la chambre :
- L'élection partielle québécoise du 11 avril 2016, dans la circonscription de Chicoutimi.
- Les élections partielles québécoises du 5 décembre 2016, dans les circonscriptions de Saint-Jérôme, de Marie-Victorin, d'Arthabaska et de Verdun.